# US F1 Team
Das US F1 Team war ein US-amerikanisches Motorsportprojekt mit Sitz in Charlotte im US-Bundesstaat North Carolina, das seit dem Frühjahr 2009 die Teilnahme an der Formel-1-Weltmeisterschaft ab 2010 plante und von der FIA offiziell als Teilnehmer bestätigt wurde. Nachdem zu Beginn des Jahres 2010 Gerüchte über ein Scheitern des Projekts zunahmen, wurde schließlich am 2. März die vorübergehende Einstellung des Betriebes in Charlotte bekanntgegeben und ein Start in der Saison 2010 ausgeschlossen.

## Geschichte

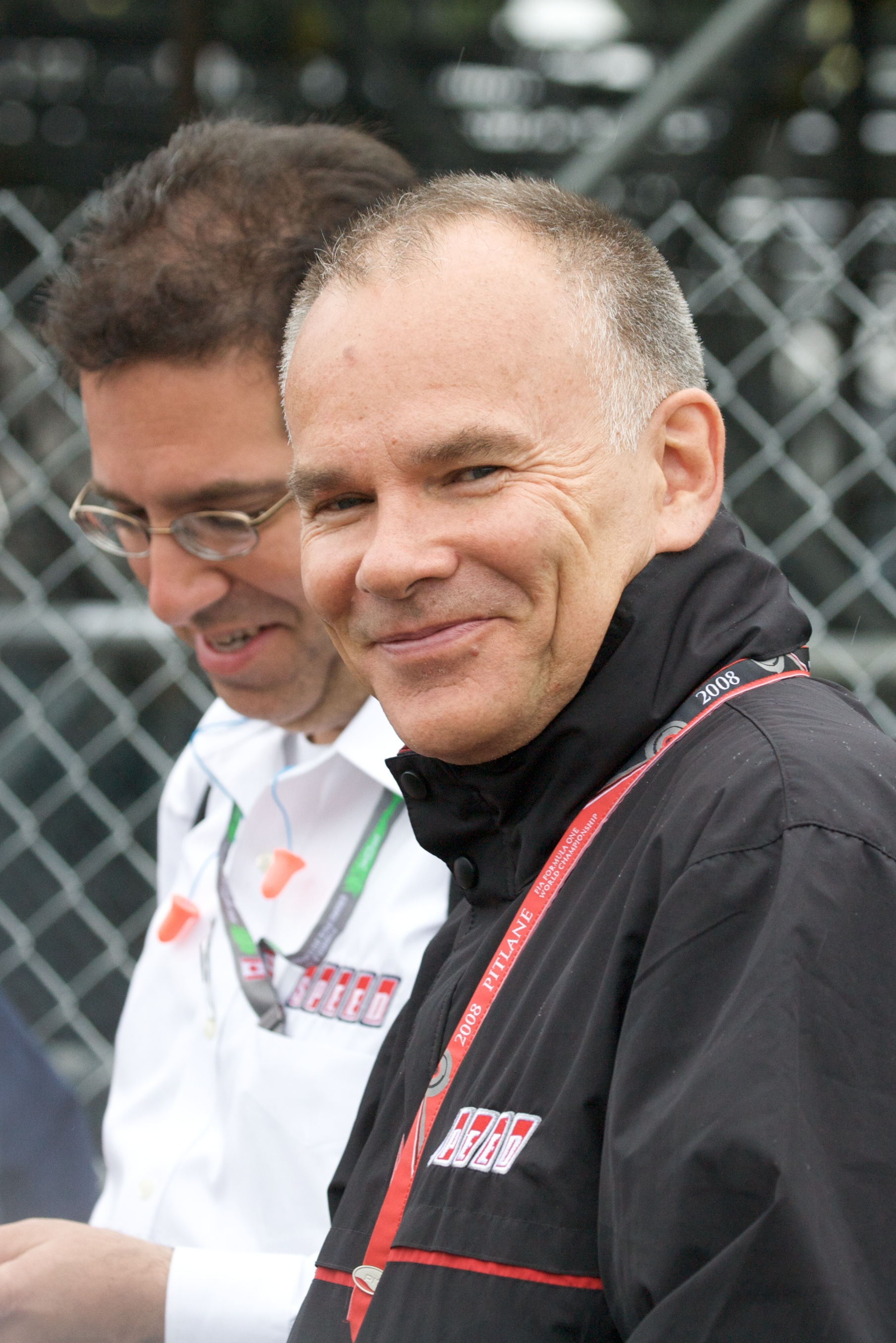
Einer der Initiatoren des USF1-Projekts: Peter Windsor

Gründer des Projekts US F1 waren der US-amerikanische Rennsportingenieur Ken Anderson, der die Position des Teamchefs einnahm, und der britische Motorsportjournalist und frühere Williams-Teammanager Peter Windsor, der als Sportdirektor fungieren sollte. Beide verfügten über langjährige Erfahrung im Motorsport.
US F1 sollte neben Campos Grand Prix, Virgin Racing und Lotus Racing als eines von vier neuen Teams in Bahrain debütieren und als erstes Formel-1-Team seit dem Team Haas (1985 und 1986) mit US-amerikanischer Lizenz teilnehmen. Als Motorenlieferant des Teams war der britische Hersteller Cosworth vorgesehen, der das erste Mal seit 2006 wieder in der Formel 1 vertreten ist. Der Rennwagen sollte von US F1 selbst entwickelt werden. Am 25. Januar 2010 wurde mit José María López der erste Fahrer für die Saison 2010 auf der offiziellen Website bekanntgegeben. Nach wochenlangen Spekulationen über das mögliche Scheitern des Projekts löste López diesen Vertrag jedoch wieder auf.
Ken Anderson hoffte zunächst, nur die ersten Rennen des Jahres auslassen und mit dem Team zur Mitte der Saison antreten zu dürfen. Hierzu bot er der FIA im Februar 2010 die Hinterlegung einer Sicherheitsleistung an. Die FIA ging auf dieses Angebot allerdings nicht ein. Die am 3. März 2010 veröffentlichte Nennliste enthielt keine Eintragung des US F1 Teams.
Nach der Einstellung des Betriebes Anfang März 2010 äußerte sich Teamchef Anderson, dass er hoffe, sein Projekt 2011 an den Start bringen zu können. Nach Pressemeldungen wurde das Team jedoch im Juni 2010 endgültig aufgelöst und das Inventar versteigert. Als Reaktion darauf behielt die FIA als Strafe die Einschreibegebühr für die Saison 2010 ein und schloss das Team von allen zukünftigen FIA-Wettbewerben aus.